# Temporada 1997-98 de los Utah Jazz
La temporada 1997-98 fue la vigesimocuarta de los Jazz en la NBA, y la decimonovena en su ubicación en Salt Lake City, tras cinco temporadas en Nueva Orleans. La temporada regular acabó con 62 victorias y 20 derrotas, ocupando el primer puesto de la Conferencia Oeste, clasificádose para los playoffs, en los que cayeron en las Finales de la NBA ante los Chicago Bulls por segundo año consecutivo.

## Elecciones en elDraft
| Ronda | Puesto | Jugador       | Posición | Nacionalidad   | Universidad |
| ----- | ------ | ------------- | -------- | -------------- | ----------- |
| 1     | 27     | Jacque Vaughn | Base     | Estados Unidos | Kansas      |
| 2     | 56     | Nate Erdmann  |          | Estados Unidos | Oklahoma    |

## Temporada regular
| División Medio Oeste     | División Medio Oeste | División Medio Oeste | División Medio Oeste | División Medio Oeste | División Medio Oeste | División Medio Oeste | División Medio Oeste | División Medio Oeste |
| Equipo                   | G                    | P                    | %                    | PD                   | Casa                 | Fuera                | Div                  |                      |
| ------------------------ | -------------------- | -------------------- | -------------------- | -------------------- | -------------------- | -------------------- | -------------------- | -------------------- |
| z-Utah Jazz              | 62                   | 20                   | .756                 | –                    | 36–5                 | 26–15                | 22–2                 |                      |
| x-San Antonio Spurs      | 56                   | 26                   | .683                 | 6                    | 31–10                | 25–16                | 18–6                 |                      |
| x-Minnesota Timberwolves | 45                   | 37                   | .549                 | 17                   | 26–15                | 19–22                | 14–10                |                      |
| x-Houston Rockets        | 41                   | 41                   | .500                 | 21                   | 24–17                | 17–24                | 14–10                |                      |
| Dallas Mavericks         | 20                   | 62                   | .244                 | 42                   | 13–28                | 7–34                 | 9–15                 |                      |
| Vancouver Grizzlies      | 19                   | 63                   | .232                 | 43                   | 14–27                | 5–36                 | 4–20                 |                      |
| Denver Nuggets           | 11                   | 71                   | .134                 | 51                   | 9–32                 | 2–39                 | 3–21                 |                      |

## Playoffs

### Primera ronda
Utah Jazz vs. Houston Rockets 
| Fecha       | Partido                           | Ciudad         |
| ----------- | --------------------------------- | -------------- |
| 23 de abril | Utah Jazz 90, Houston Rockets 103 | Salt Lake City |
| 25 de abril | Utah Jazz 105, Houston Rockets 90 | Salt Lake City |
| 29 de abril | Houston Rockets 89, Utah Jazz 85  | Houston        |
| 1 de mayo   | Houston Rockets 71, Utah Jazz 93  | Houston        |
| 3 de mayo   | Utah Jazz 84, Houston Rockets 70  | Salt Lake City |
|             | Utah Jazz gana las series 3-2     |                |

### Semifinales de conferencia
Utah Jazz  vs. San Antonio Spurs
| Fecha      | Partido                              | Ciudad      |
| ---------- | ------------------------------------ | ----------- |
| 5 de mayo  | Utah Jazz 83, San Antonio Spurs 82   | Utah        |
| 7 de mayo  | Utah Jazz 109, San Antonio Spurs 106 | Utah        |
| 9 de mayo  | San Antonio Spurs 86, Utah Jazz 64   | San Antonio |
| 10 de mayo | San Antonio Spurs 73, Utah Jazz 82   | San Antonio |
| 12 de mayo | Utah Jazz 87, San Antonio Spurs 77   | Utah        |
|            | Utah Jazz gana las series 4-1        |             |

### Finales de conferencia
Utah Jazz  vs. Los Angeles Lakers
| Fecha      | Partido                              | Ciudad         |
| ---------- | ------------------------------------ | -------------- |
| 16 de mayo | Utah Jazz 112, Los Angeles Lakers 77 | Salt Lake City |
| 18 de mayo | Utah Jazz 99, Los Angeles Lakers 95  | Salt Lake City |
| 22 de mayo | Los Angeles Lakers 98, Utah Jazz 109 | Inglewood      |
| 24 de mayo | Los Angeles Lakers 92, Utah Jazz 96  | Inglewood      |
|            | Utah Jazz gana las series 4-0        |                |

### Finales de la NBA
Utah Jazz vs. Chicago Bulls
| Fecha       | Partido                            | Ciudad         |
| ----------- | ---------------------------------- | -------------- |
| 3 de junio  | Utah Jazz 88, Chicago Bulls 85     | Salt Lake City |
| 5 de junio  | Utah Jazz 88,Chicago Bulls 93      | Salt Lake City |
| 7 de junio  | Chicago Bulls 96, Utah Jazz 54     | Chicago        |
| 10 de junio | Chicago Bulls 86, Utah Jazz 82     | Chicago        |
| 12 de junio | Chicago Bulls 81, Utah Jazz 83     | Chicago        |
| 14 de junio | Utah Jazz 86, Chicago Bulls 87     | Salt Lake City |
|             | Chicago Bulls gana las finales 4-2 |                |

## Estadísticas

### Temporada regular
| Rk | Jugador            | Edad | Pos. | P  | PT | MP   | TC  | TCI  | %TC  | T3  | T3I | %T3  | TL  | TLI  | %TL  | RO  | RD  | RT   | AS  | RB  | TAP | BP  | FP  | PTS  |
| -- | ------------------ | ---- | ---- | -- | -- | ---- | --- | ---- | ---- | --- | --- | ---- | --- | ---- | ---- | --- | --- | ---- | --- | --- | --- | --- | --- | ---- |
| 1  | Karl Malone        | 34   | PF   | 81 | 81 | 37.4 | 9.6 | 18.2 | .530 | 0.0 | 0.1 | .333 | 7.8 | 10.2 | .761 | 2.3 | 8.0 | 10.3 | 3.9 | 1.2 | 0.9 | 3.0 | 2.9 | 27.0 |
| 2  | Jeff Hornacek      | 34   | SG   | 80 | 80 | 30.8 | 5.0 | 10.4 | .482 | 0.7 | 1.6 | .441 | 3.6 | 4.0  | .885 | 0.8 | 2.6 | 3.4  | 4.4 | 1.4 | 0.2 | 1.7 | 2.2 | 14.2 |
| 3  | John Stockton      | 35   | PG   | 64 | 64 | 29.0 | 4.2 | 8.0  | .528 | 0.6 | 1.4 | .429 | 3.0 | 3.6  | .827 | 0.5 | 2.0 | 2.6  | 8.5 | 1.4 | 0.2 | 2.5 | 2.2 | 12.0 |
| 4  | Bryon Russell      | 27   | SF   | 82 | 7  | 27.1 | 2.8 | 6.4  | .430 | 0.9 | 2.6 | .341 | 2.6 | 3.4  | .766 | 1.0 | 3.0 | 4.0  | 1.2 | 1.1 | 0.4 | 1.0 | 2.8 | 9.0  |
| 5  | Adam Keefe         | 27   | C    | 80 | 75 | 25.6 | 2.9 | 5.3  | .540 | 0.0 | 0.0 |      | 2.0 | 2.5  | .810 | 2.2 | 3.2 | 5.5  | 1.1 | 0.7 | 0.3 | 0.9 | 2.2 | 7.8  |
| 6  | Howard Eisley      | 25   | PG   | 82 | 18 | 21.0 | 2.8 | 6.3  | .441 | 0.6 | 1.4 | .407 | 1.5 | 1.8  | .852 | 0.3 | 1.7 | 2.0  | 4.2 | 0.7 | 0.2 | 2.0 | 2.2 | 7.7  |
| 7  | Greg Ostertag      | 24   | C    | 63 | 23 | 20.4 | 1.8 | 3.8  | .481 | 0.0 | 0.0 |      | 1.1 | 2.2  | .479 | 2.1 | 3.8 | 5.9  | 0.4 | 0.4 | 2.1 | 1.2 | 2.6 | 4.7  |
| 8  | Shandon Anderson   | 24   | SG   | 82 | 2  | 19.5 | 3.3 | 6.1  | .538 | 0.1 | 0.4 | .219 | 1.7 | 2.3  | .735 | 1.0 | 1.7 | 2.8  | 1.1 | 0.8 | 0.2 | 1.1 | 1.8 | 8.3  |
| 9  | Greg Foster        | 29   | C    | 78 | 49 | 18.5 | 2.4 | 5.4  | .445 | 0.0 | 0.1 | .222 | 0.9 | 1.1  | .770 | 1.1 | 2.4 | 3.5  | 0.7 | 0.2 | 0.4 | 0.9 | 2.4 | 5.7  |
| 10 | Antoine Carr       | 36   | PF   | 66 | 8  | 16.5 | 2.3 | 4.9  | .465 | 0.0 | 0.0 |      | 1.2 | 1.5  | .776 | 0.6 | 1.3 | 2.0  | 0.7 | 0.2 | 0.8 | 0.7 | 3.0 | 5.7  |
| 11 | Chris Morris       | 32   | SF   | 54 | 1  | 10.0 | 1.6 | 3.8  | .411 | 0.4 | 1.1 | .306 | 0.8 | 1.1  | .721 | 0.6 | 1.5 | 2.1  | 0.4 | 0.5 | 0.3 | 0.6 | 1.1 | 4.3  |
| 12 | Jacque Vaughn      | 22   | PG   | 45 | 0  | 9.3  | 1.0 | 2.7  | .361 | 0.1 | 0.2 | .375 | 1.1 | 1.5  | .706 | 0.1 | 0.8 | 0.8  | 1.9 | 0.2 | 0.0 | 1.2 | 1.4 | 3.1  |
| 13 | William Cunningham | 23   | C    | 6  | 2  | 6.3  | 0.7 | 1.5  | .444 | 0.0 | 0.0 |      | 0.0 | 0.0  |      | 0.7 | 0.7 | 1.3  | 0.2 | 0.3 | 0.0 | 0.0 | 1.7 | 1.3  |
| 14 | Troy Hudson        | 21   | PG   | 8  | 0  | 2.9  | 0.8 | 1.8  | .429 | 0.0 | 0.4 | .000 | 0.0 | 0.0  |      | 0.1 | 0.1 | 0.3  | 0.5 | 0.3 | 0.0 | 0.1 | 0.1 | 1.5  |

### Playoffs
| Rk | Jugador          | Edad | Pos. | P  | PT | MP   | TC  | TCI  | %TC  | T3  | T3I | %T3  | TL  | TLI | %TL   | RO  | RD  | RT   | AS  | RB  | TAP | BP  | FP  | PTS   |
| -- | ---------------- | ---- | ---- | -- | -- | ---- | --- | ---- | ---- | --- | --- | ---- | --- | --- | ----- | --- | --- | ---- | --- | --- | --- | --- | --- | ----- |
| 1  | Karl Malone      | 34   | PF   | 20 | 20 | 39.8 | 9.9 | 21.0 | .471 | 0.0 | 0.2 | .000 | 6.5 | 8.3 | .788  | 2.4 | 8.5 | 10.9 | 3.4 | 1.1 | 1.0 | 3.0 | 3.5 | 26.3  |
| 2  | Bryon Russell    | 27   | SF   | 20 | 13 | 34.9 | 3.5 | 7.4  | .469 | 1.2 | 3.2 | .365 | 2.9 | 4.1 | .716  | 0.6 | 4.1 | 4.7  | 1.1 | 1.1 | 0.3 | 0.9 | 2.5 | 11.0  |
| 3  | Jeff Hornacek    | 34   | SG   | 20 | 20 | 31.8 | 3.7 | 8.9  | .416 | 0.7 | 1.5 | .467 | 2.8 | 3.3 | .846  | 0.4 | 2.2 | 2.5  | 3.2 | 1.0 | 0.2 | 1.6 | 2.6 | 10.9  |
| 4  | John Stockton    | 35   | PG   | 20 | 20 | 29.8 | 4.1 | 8.2  | .494 | 0.5 | 1.3 | .346 | 2.6 | 3.6 | .718  | 0.8 | 2.2 | 3.0  | 7.8 | 1.6 | 0.2 | 2.4 | 2.7 | 11.1  |
| 5  | Shandon Anderson | 24   | SG   | 20 | 0  | 18.9 | 2.7 | 5.2  | .515 | 0.2 | 0.6 | .273 | 1.3 | 1.9 | .676  | 1.3 | 1.9 | 3.2  | 1.0 | 0.3 | 0.1 | 1.5 | 1.5 | 6.7   |
| 6  | Howard Eisley    | 25   | PG   | 20 | 0  | 18.3 | 2.3 | 6.3  | .368 | 0.4 | 1.4 | .296 | 0.6 | 0.7 | .923  | 0.2 | 1.8 | 2.0  | 4.1 | 0.6 | 0.3 | 1.6 | 2.1 | 5.6   |
| 7  | Greg Ostertag    | 24   | C    | 19 | 1  | 17.7 | 1.4 | 2.4  | .565 | 0.0 | 0.0 |      | 0.6 | 1.3 | .480  | 1.3 | 2.9 | 4.3  | 0.3 | 0.4 | 1.9 | 0.6 | 2.7 | 3.4   |
| 8  | Greg Foster      | 29   | C    | 20 | 16 | 16.8 | 2.0 | 4.3  | .453 | 0.1 | 0.1 | .500 | 0.2 | 0.3 | .600  | 1.0 | 2.4 | 3.4  | 0.3 | 0.1 | 0.3 | 0.9 | 2.8 | 4.1   |
| 9  | Antoine Carr     | 36   | PF   | 20 | 0  | 14.6 | 2.1 | 4.5  | .456 | 0.0 | 0.0 |      | 0.3 | 0.4 | .750  | 0.8 | 1.3 | 2.1  | 0.6 | 0.1 | 0.6 | 0.5 | 3.2 | 4.4   |
| 10 | Chris Morris     | 32   | SF   | 17 | 0  | 14.1 | 1.6 | 4.1  | .406 | 0.4 | 1.4 | .304 | 0.8 | 1.2 | .700  | 0.5 | 2.3 | 2.8  | 0.6 | 0.3 | 0.2 | 0.5 | 2.2 | 4.5   |
| 11 | Adam Keefe       | 27   | C    | 15 | 10 | 10.3 | 0.7 | 1.9  | .345 | 0.0 | 0.0 |      | 0.7 | 1.1 | .647  | 0.9 | 1.4 | 2.3  | 0.1 | 0.3 | 0.1 | 0.2 | 1.2 | 2.1 1 |
| 12 | Jacque Vaughn    | 22   | PG   | 7  | 0  | 3.4  | 0.3 | 1.4  | .200 | 0.1 | 0.3 | .500 | 0.3 | 0.3 | 1.000 | 0.0 | 0.4 | 0.4  | 0.6 | 0.0 | 0.0 | 0.6 | 0.0 | 1.0   |

## Galardones y récords
| Jugador     | Galardón                                                             |
| Karl Malone | Mejor quinteto de la NBA Mejor quinteto defensivo de la NBA All-Star |